# 1957 a filmművészetben

## Események
- szeptember 11. – Kim Novak színésznő sztrájkba lép, mert 1250 dolláros heti gázsiját népszerűségéhez képest alacsonynak tartja.
- szeptember 17. – Sophia Loren és Carlo Ponti Mexikóban házasságot köt
- szeptember 10. – Az RKO stúdiót eladják a BESILU tévétársaságnak.

## Magyar filmek
- Bakaruhában – rendező Fehér Imre
- Bolond április – rendező Fábri Zoltán
- Csendes otthon – rendező Bán Frigyes
- Csigalépcső – rendező Bán Frigyes
- Dani – rendező Szemes Mihály
- Dél-Kína tájain – rendező Jancsó Miklós
- Egyiptomi útijegyzetek – ismeretlen rendező
- Gerolsteini kaland – rendező Farkas Zoltán
- Játék a szerelemmel – rendező Apáthi Imre
- Két vallomás – rendező Keleti Márton
- Kína vendégei voltunk – rendező Jancsó Miklós
- Külvárosi legenda – rendező Máriássy Félix
- Láz – rendező Gertler Viktor
- A nagyrozsdási eset – rendező Kalmár László
- Nehéz kesztyűk – rendező Varasdi Dezső
- Peking palotái – rendező Jancsó Miklós
- Pályamunkások – rendező Gaál István
- Színfoltok Kínából – rendező Jancsó Miklós
- Tengerész leszek- ismeretlen rendező
- A tettes ismeretlen – rendező Ranódy László
- Törődj munkatársaiddal! – rendező Fejér Tamás
- A város peremén – rendező Jancsó Miklós
- Éjfélkor – rendező Révész György

## Sikerfilmek
1. Híd a Kwai folyón – rendező David Lean
2. Pal Joey (Fickós Joey) – rendező George Sidney
3. Peyton Place – rendező Mark Robson
4. Sayonara – rendező Joshua Logan
5. Search for Paradise – rendező Otto Lang

## Fesztiválok
Oscar-díjak (március 27.)
- Legjobb film: 80 nap alatt a Föld körül
- Legjobb rendező: George Stevens – Óriás
- Férfi főszereplő: Yul Brynner – Anna és a sziámi király
- Női főszereplő: Ingrid Bergman – Anasztázia
- Külföldi film: Országúton – Federico Fellini

1957-es cannesi-i filmfesztivál
Velencei Nemzetközi Filmfesztivál (augusztus 25-szeptember 8.)
- Arany Oroszlán: Aparadzsito (Apu trilógia II.) – Szatjadzsit raj
- Ezüst Oroszlán – Fehér éjszakák – Luchino Visconti
- Férfi főszereplő: Anthony Franciosa – A Hatful of Rain
- Női főszereplő: Dzidra Rittenbergs – Malva
- Zsűri különdíja: A Hatful of Rain – Fred Zinnemann

Berlini Nemzetközi Filmfesztivál (június 21-július 2.)
- Arany Medve: Tizenkét dühös ember – Sidney Lumet
- Rendező: Mario Monicelli – Apák és fiúk
- Férfi főszereplő: Pedro Infante – Titok
- Női főszereplő: Yvonne Mitchell – Asszony hálóköntösben

## Rövidfilm-bemutatók
- Tom és Jerry (1940–1958)

### Ebben az évben lett vége
- Popeye, a tengerész (1933–1957)

## Filmbemutatók
- A Farewell to Arms – rendező Vidor Károly
- Egy király New Yorkban - rendező Charlie Chaplin
- Félévente randevú - rendező Leo McCarey
- A kiáltás – Michelangelo Antonioni
- Aparajito – rendező Satyajit Ray
- I Was a Teenage Werewolf – rendező Gene Fowler Jr.
- Island in the Sun – rendező Robert Rossen
- Börtönrock (Jailhouse Rock) – rendező Richard Thorpe
- Jamboree – rendező Roy Lockwood
- La Grande strada azzurra – rendező Gillo Pontecorvo
- Cabiria éjszakái (Le Notti di Cabiria) – rendező Federico Fellini
- Loving You – rendező Hal Kanter
- Old Yeller – rendező Robert Stevenson
- Peyton Place – rendező Mark Robson
- Quatermass 2 – rendező Val Guest
- Sayonara – rendező Joshua Logan
- Híd a Kwai folyón – rendező David Lean
- The Delinquents – rendező Robert Altman
- A hetedik pecsét – rendező Ingmar Bergman
- A nap vége – rendező Ingmar Bergman
- The Sweet Smell of Success – rendező Alexander Mackendrick
- The Three Faces of Eve – rendező Nunnally Johnson
- Tizenkét dühös ember (Twelve Angry Men) – rendező Sidney Lumet
- A vád tanúja – rendező Billy Wilder
- What's Opera, Doc? – rendező Chuck Jones
- Young and Dangerous – rendező William F. Claxton
- Mókás arc (Funny Face) - rendező Stanley Donen
- Megmentettem az életemet – rendező Maurice Régamey
- The Story of Esther Costello – rendező David Miller

## Születések
- január 15. – Mario Van Peebles, színész, rendező
- január 15. – Julian Sands, színész
- március 17. – Janisch Attila, filmrendező
- március 20. – Theresa Russell, színésznő
- április 28. – Christopher Young filmrendező
- április 29. – Daniel Day-Lewis, színész
- június 22. – Cinzia Monreale (Sarah Keller), színésznő
- július 26. – Nana Visitor, színésznő
- augusztus 10. – Básti Juli színésznő
- augusztus 17. – Sas Tamás, rendező
- augusztus 24. – Stephen Fry, komédiás, író és színész
- szeptember 8. – Mucsi Zoltán, színész
- szeptember 12. – Rachel Ward, színésznő

## Halálozások
- január 14. – Humphrey Bogart, amerikai színész
- május 12. – Erich von Stroheim, német rendező
- június 20. - Soós Imre, magyar színész
- július 4. – Judy Tyler, amerikai színésznő
- július 24. – Sacha Guitry, francia színész és rendező
- augusztus 7. – Oliver Hardy, amerikai színész
- október 29. – Louis B. Mayer orosz származású amerikai producer
- december 11. – Musidora, francia színésznő, rendező
- december 25. – Charles Pathé, francia filmgyáros